# Santiago (provins i Dominikanska republiken)
Santiago är en provins i sydvästra Dominikanska republiken. Den totala folkmängden är cirka 1 000 000 invånare och den administrativa huvudorten är Santiago de los Caballeros.

## Administrativ indelning
Provinsen är indelad i tio kommuner och sjutton kommundistrikt:
- Baitoa
- Bisonó
- Jánico
  - El Caimito (kommundistrikt)
  - Juncalito (kommundistrikt)
- Licey al Medio
  - Las Palomas (kommundistrikt)
- Puñal
  - Canabacoa (kommundistrikt)
  - Guayabal (kommundistrikt)
- Sabana Iglesia
- San José de las Matas
  - El Rubio (kommundistrikt)
  - La Cuesta (kommundistrikt)
  - Las Placetas (kommundistrikt)
- Santiago
  - Hato del Yaque (kommundistrikt)
  - La Canela (kommundistrikt)
  - Pedro García (kommundistrikt)
  - Sabana Iglesia (kommundistrikt)
  - San Francisco de Jacagua (kommundistrikt)
- Tamboril
  - Canca La Piedra (kommundistrikt)
- Villa González
  - El Limón (kommundistrikt)
  - Palmar Arriba (kommundistrikt)

## Kända personer
- José Reyes, basebollspelare[4]